# Oxaenanus prunalis
Oxaenanus prunalis là một loài bướm đêm trong họ Noctuidae.